# Lagynochthonius
Genre
Lagynochthonius est un genre de pseudoscorpions de la famille des Chthoniidae.

## Distribution
Les espèces de ce genre se rencontrent en Asie, en Océanie, en Afrique, en Amérique du Sud et aux Antilles.

## Liste des espèces
Selon Pseudoscorpions of the World (version 3.0) :
- Lagynochthonius annamensis (Beier, 1951)
- Lagynochthonius arctus (Beier, 1967)
- Lagynochthonius asema Edward & Harvey, 2008
- Lagynochthonius australicus (Beier, 1966)
- Lagynochthonius bakeri (Chamberlin, 1929)
- Lagynochthonius brincki (Beier, 1973)
- Lagynochthonius callidus (Hoff, 1959)
- Lagynochthonius cavicola Muchmore, 1991
- Lagynochthonius chamorro (Chamberlin, 1947)
- Lagynochthonius curvidigitatus Mahnert, 1997
- Lagynochthonius dybasi (Beier, 1957)
- Lagynochthonius exiguus (Beier, 1952)
- Lagynochthonius ferox (Mahnert, 1978)
- Lagynochthonius flavus (Mahnert, 1986)
- Lagynochthonius fragilis Judson, 2007
- Lagynochthonius gigas (Beier, 1954)
- Lagynochthonius guasirih (Mahnert, 1988)
- Lagynochthonius hamatus Harvey, 1988
- Lagynochthonius himalayensis (Morikawa, 1968)
- Lagynochthonius hygricus Murthy & Ananthakrishnan, 1977
- Lagynochthonius indicus Murthy & Ananthakrishnan, 1977
- Lagynochthonius innoxius (Hoff, 1959)
- Lagynochthonius insulanus Mahnert, 2007
- Lagynochthonius irmleri (Mahnert, 1979)
- Lagynochthonius johni (Redikorzev, 1922)
- Lagynochthonius kapi Harvey, 1988
- Lagynochthonius kenyensis (Mahnert, 1986)
- Lagynochthonius leemouldi Edward & Harvey, 2008
- Lagynochthonius lopezi Mahnert, 2011
- Lagynochthonius microdentatus Mahnert, 2011
- Lagynochthonius minor (Mahnert, 1979)
- Lagynochthonius mordor Harvey, 1989
- Lagynochthonius nagaminei (Sato, 1983)
- Lagynochthonius novaeguineae (Beier, 1965)
- Lagynochthonius oromii Mahnert, 2011
- Lagynochthonius paucedentatus (Beier, 1955)
- Lagynochthonius polydentatus Edward & Harvey, 2008
- Lagynochthonius ponapensis (Beier, 1957)
- Lagynochthonius proximus (Hoff, 1959)
- Lagynochthonius pugnax (Mahnert, 1978)
- Lagynochthonius roeweri Chamberlin, 1962
- Lagynochthonius salomonensis (Beier, 1966)
- Lagynochthonius sinensis (Beier, 1967)
- Lagynochthonius subterraneus Mahnert, 2011
- Lagynochthonius tenuimanus Mahnert, 2011
- Lagynochthonius thorntoni Harvey, 1988
- Lagynochthonius tonkinensis (Beier, 1951)
- Lagynochthonius typhlus Muchmore, 1991
- Lagynochthonius zicsii (Mahnert, 1978)

et décrites depuis :
- Lagynochthonius bailongtanensis Li, Liu & Shi, 2019
- Lagynochthonius biyunensis Hou, Feng & Zhang, 2023
- Lagynochthonius brachydigitatus Zhang & Zhang, 2014
- Lagynochthonius crassus Hou, Gao & Zhang, 2022
- Lagynochthonius daidaiensis Hou, Feng & Zhang, 2023
- Lagynochthonius duo Sun, Guo & Zhang, 2024
- Lagynochthonius fengi Hou, Gao & Zhang, 2022
- Lagynochthonius gibbus Sun, Guo & Zhang, 2024
- Lagynochthonius guanniuensis Hou, Feng & Zhang, 2023
- Lagynochthonius harveyi Hu & Zhang, 2014
- Lagynochthonius hepingensis Sun, Guo & Zhang, 2024
- Lagynochthonius houi Sun, Guo & Zhang, 2024
- Lagynochthonius laoxueyanensis Hou, Gao & Zhang, 2022
- Lagynochthonius latipectus Hou, Feng & Zhang, 2023
- Lagynochthonius leptopalpus Hu & Zhang, 2011
- Lagynochthonius longedentatus Hou, Feng & Zhang, 2023
- Lagynochthonius longyanensis Hou, Feng & Zhang, 2023
- Lagynochthonius maanensis Hou, Feng & Zhang, 2023
- Lagynochthonius magnidentatus Hou, Gao & Zhang, 2022
- Lagynochthonius mawangensis Hou, Feng & Zhang, 2023
- Lagynochthonius medog Zhang & Zhang, 2014
- Lagynochthonius minimus Hou, Gao & Zhang, 2022
- Lagynochthonius niger Hu & Zhang, 2011
- Lagynochthonius nigriculus Hou, Feng & Zhang, 2023
- Lagynochthonius retrorsus Hou, Gao & Zhang, 2022
- Lagynochthonius sanhuaensis Sun, Guo & Zhang, 2024
- Lagynochthonius serratus Hou, Gao & Zhang, 2022
- Lagynochthonius spinulentus Hou, Gao & Zhang, 2022
- Lagynochthonius tuoluoensis Hou, Feng & Zhang, 2023
- Lagynochthonius xiaoensis Hou, Feng & Zhang, 2023
- Lagynochthonius xiaolinensis Hou, Gao & Zhang, 2022
- Lagynochthonius xibaiensis Hou, Gao & Zhang, 2022
- Lagynochthonius xinjiaoensis Hou, Gao & Zhang, 2022
- Lagynochthonius yaowangguensis Hou, Gao & Zhang, 2022
- Lagynochthonius zhijinensis Hou, Feng & Zhang, 2023

## Systématique et taxinomie
Ce genre a été décrit par Beier en 1951 comme un sous-genre de Tyrannochthonius. Il est élevé au rang de genre par Chamberlin en 1962.

## Publication originale
- Beier, 1951 : « Die Pseudoscorpione Indochinas. » Mémoires du Muséum National d'Histoire Naturelle, nouvelle série, vol. 1, no 2, p. 47-123 (texte intégral).